# Chinchaysuyo
Chinchaysuyo (quechua: Chinchay Suyu, 'región de Chinchay', del topónimo preexistente: Chinchay) fue el suyo del noroeste del Imperio incaico.

## Geografía
El Chinchaysuyo abarcaba las antiguas tierras del Imperio Chimú y gran parte de los Andes del norte. En su mayor extensión, comprendía la región norte del imperio, desde el occidente de la ciudad del Cuzco y la actual provincia peruana de Caravelí (Arequipa) en la costa; hasta Pasto (Colombia), abarcando parte del departamento colombiano de Nariño, todo el Ecuador salvo la región oriental, y los departamentos peruanos de Tumbes, Piura, Lambayeque, Cajamarca, Amazonas, La Libertad, San Martín, Áncash, Huánuco, Pasco, Lima, Junín, Ica, Huancavelica y el norte de Ayacucho. Junto con Antisuyo, era parte del Hanan Suyukuna o "regiones del norte" del imperio. 

## Historia
Antes de que comenzara la Guerra Civil Inca, Atahualpa, hijo del difunto Emperador Inca Huayna Cápac, heredó y gobernó la mayoría de Chinchaysuyo desde su ciudad capital en Quito, con el apoyo de los veteranos generales y soldados incas de Huayna Cápac. El 12º Inca, Huayna Cápac, sabiendo que estaba a punto de morir, dio la orden de colocar su corazón y sus órganos en una urna y enterrarla en Quito, la ciudad que amaba. Además, dio instrucciones de que su cuerpo momificado debería ser transportado a Cuzco para ser enterrado junto a los cuerpos momificados de sus antepasados reales. [Citar fuente]
El Emperador Inca Huáscar, sucesor de Huayna Cápac, gobernó el resto del Imperio Inca desde Cuzco, y estaba disgustado porque Atahualpa era el rey de la corona en Quito. Los cronistas españoles se refieren al Reino de Atahualpa como el Reino de Quito. 
Después de cuatro o cinco años de paz, tanto los nobles como su madre, Raba Ocllo, lo alentaron a reconquistar el Reino de Atahualpa, que abarcaba la mayor parte del Chinchaysuyo. Huáscar envió un ultimátum a Atahualpa pidiendo sumisión, este se negó, y un joven general Atoc fue enviado a invadir y reconquistar el Reino de Quito de Atahualpa. Huáscar fue derrotado, ya que los mejores soldados del Imperio Inca juraron lealtad a Atahualpa.

## Huamanis
Cada suyo estaba dividido en huamanis (provincias). Chinchaysuyo incluyó las siguientes:
- Atavillo de Atawillu, en la actual provincia de Canta.
- Ayavaca o Ayawax'a.
- Cajamarca o Kashamarka.
- Cajatambo o Q'asatampu.
- Calva o Kalua.
- Casma.
- Chachapoya, incluyendo la tribu Wanka.
- Chancay.
- Chao o Suo.
- Chicama.
- Chiclao Chillqa.
- Chimbote o Sancta.
- Chimú.
- Chincha.
- Chinchayqucha, también llamado en las fuentes por el nombre de Junín.
- Chira.
- Conchuco.
- Hatun Xauxa, incluyendo las 4 parcialidades del reino Wanka.
- Huacrachuco.
- Huamachuco.
- Huamali.
- Huambo o Wampú.
- Huancabamba o Wañkapampa.
- Huancavilca o Wankawillka.
- Huánuco.
- Huarco, también llamado Runawana y Cañete.
- Huarmey.
- Huaura, también llamado Huacho o Supe.
- Huayla o Waylla.
- Lambayeque, cuyo pueblo habló muchik.
- Limaq o Rimaq, una gran provincia de quizás 150 mil habitantes.
- Lurín, sede del oráculo de Pachacamac.
- Mala.
- Moyobamba o Moyopampa.
- Nepeña o Wampachu.
- Ocro, incluyendo tanto las tribus Ocro y Lampa.
- Olmos u Olmo.
- Pacasmayo.
- Parmunca.
- Pinco.
- Pisco o Pishku.
- Piscobamba o Piscopampa.[5]
- Piura.
- Tarma o Tarama.
- Tumbes o Tumpis.
- Virú o Wanapu, probablemente el origen de la palabra Perú.
- Yauyos, incluyendo la tribu Laraos.

## Capital
Según el cronista Sarmiento de Gamboa, en Hatun Xauxa residía un gobernador general (Suyuyoc Apu), por lo que esta ciudad inca habría sido la capital del Chinchaysuyo.